# Mauritz Axel Lewenhaupt
Mauritz Axel Lewenhaupt, född 5 juli 1791, död 12 januari 1868, var en svensk greve och militär.

## Militär karriär
Lewenhaupt blev extraordinarie kanslist i kanslistyrelsen 1809, fänrik vid Livregementets grenadjärer 5 februari 1811, löjtnant 11 februari 1813 och konstituerad kapten vid Hallands infanteribataljon 20 juli samma år. Den 9 januari 1816 blev han kapten vid Hallands bataljon och ordonnansofficer hos kronprinsen, f juli 1817 blev han kronprinsens adjutant. Han blev major i armén 4 november 1817 och tredje major vid Södermanlands regemente 8 maj 1818 samt andre major 23 april 1822.
Han blev överstelöjtnant i armén 14 augusti 1822 och förste major vid Södermanlands regemente 14 september 1824. Lewenhaupt blev kabinettskammarherre 31 juli 1822. Den 1 december 1824 blev han överste i armén och var regementsbefälhavare i två år från 8 april 1827. Han blev chef för Livbeväringsregementet 22 december 1832, generaladjutant 4 november 1835 med tur från 21 augusti samma år.

## Verksamhet
Lewenhaupt blev ledamot av krigshovrätten i november 1824. År 1829 notificerade han prinsessan Sofia Albertinas frånfälle vid preussiska hovet. Den 22 juli 1839 blev han konungens överstekammarherre i survivans med rättighet att tjänstgöra. Han blev tillfällig riksmarskalk under greve Brahes frånvaro 24 juli 1839, 18 juni 1840 och 4 juli 1842, ordförande i direktionen för arméns pensionskassa i november 1839. Lewenhaupt sändes till Sankt Petersburg för att å kungens vägnar framföra lyckönskningar till tsaren och den kejserliga familjen med anledning av storfursten tronföljarens giftermål i maj 1841.
Han var tillförordnad överståthållare Fritz Beskow (1832–1901)under general Möllerhjelms tjänstledighet i sex veckor från 1 juli 1841 samt från 6 april till 30 september 1842.
Tillsammans med sina bröder Claes Casimir Lewenhaupt och Erik August Lewenhaupt samt bröderna Gustaf och Fredrik Beskow köpte han 1829 Huså bruk.
Lewenhaupt dog av en hjärnblödning den 12 januari 1868.

## Familj
Mauritz Axel Lewenhaupt var son till kaptenen greve Claes Axel Lewenhaupt och Mariana Eleonora Koskull samt dotterson till ryttmästaren friherre Anders Gustaf Koskull. Han gifte sig 1819 med Anna Charlotta Elisabeth Hisinger, som var dotter till ryttmästaren friherre Michael Hisinger och Anna Sofia Winbladh.

## Utmärkelser

### Svenska utmärkelser
- Riddare och kommendör av Kungl. Maj:ts Orden (Serafimerorden), 28 april 1853.[7]
- Riddare av Svärdsorden, 20 maj 1818.[7]
- Riddare av Carl XIII:s orden, 28 januari 1847.[7]
- Mottgare av Karl Johansmedaljen

### Utländska utmärkelser
- Storkorset av Franska Hederslegionen, 1 september 1856.[7]
- Storkorset av Norska Sankt Olavs orden, 15 augusti 1859.[7]
- Riddare av Preussiska Johanniterorden, 1829.[7]
- Riddare av första klassen med briljanter av Ryska Sankt Annas orden, 21 maj 1841.[7]
- Riddare av fjärde klassen av Ryska Sankt Vladimirs orden, 1814.[7]
- Riddare av andra klassen med kraschan av Ryska Sankt Stanislausorden, 12 juli 1838.[7]